# Verguleasa
Verguleasa – wieś w Rumunii, w okręgu Aluta, w gminie Verguleasa. W 2011 roku liczyła 563 mieszkańców. 